# Avenida Presidente Perón (Yerba Buena)

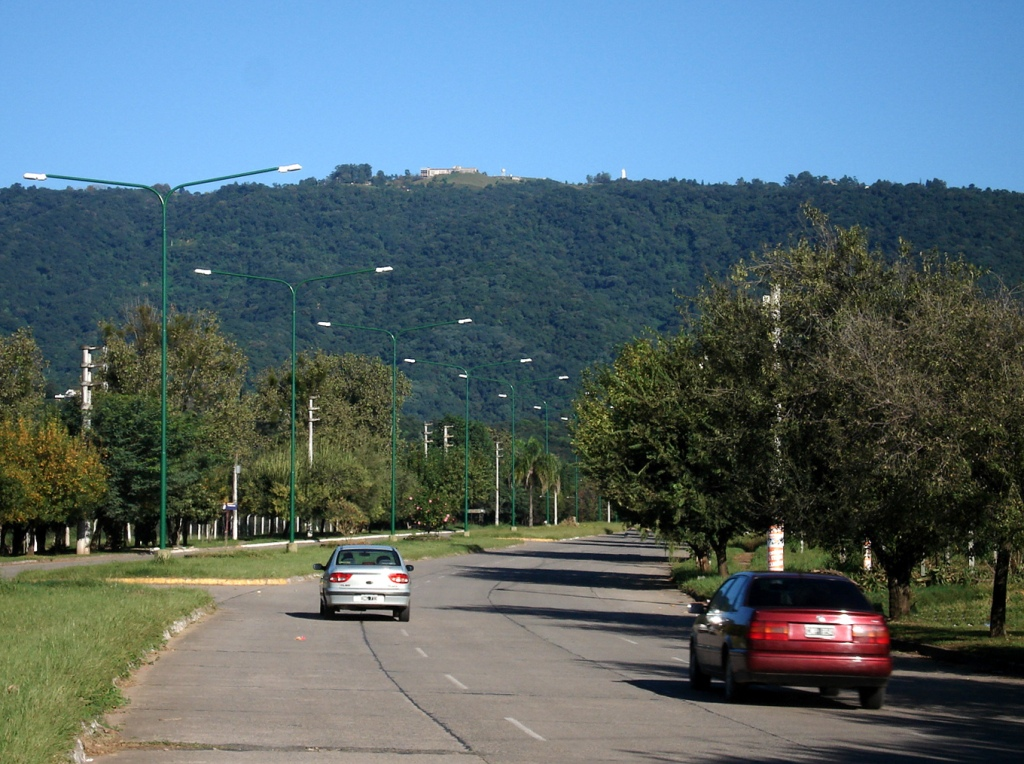
Vista Av. Perón

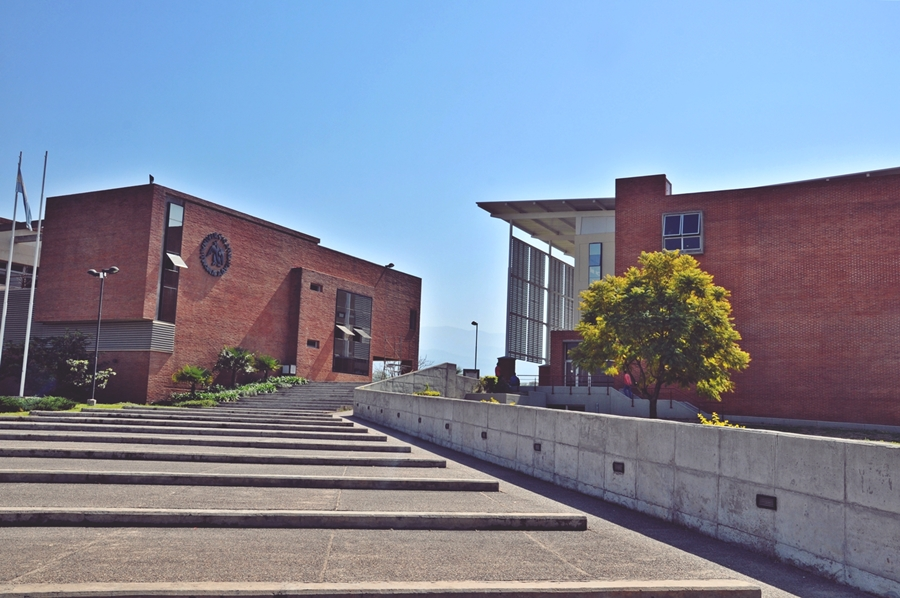
Vista Campus UNSTA

La Avenida Presidente Perón es una avenida ubicada íntegramente en la ciudad de Yerba Buena, Provincia de Tucumán, Argentina. Su recorrido de 6 kilómetros inicia en la Avenida Manuel Belgrano de San Miguel de Tucumán hasta la rotonda con el camino de acceso a la Reserva experimental Horco Molle.

## Historia
Originalmente el proyecto fue con intención de tener una alternativa a la congestión vehicular que confluía por Avenida Mate de Luna y Avenida Aconquija para llegar a Yerba Buena.
Por ello, la avenida comenzó a ser trazada en 1991 y su construcción empezó en el año 1993 como prolongación de la Avenida Belgrano de la ciudad capital. Así la avenida fue inaugurada en octubre de 1995 por el gobernador Ramón Ortega teniendo un costo final de ARS 1 000 000.
La avenida consta de dos carriles de 12 metros cada una separados por una platabanda central de 8 metros y veredas de 5 metros, totalizando 42 metros en su totalidad. Esto la convierte en una de las avenidas más anchas de la Provincia de Tucumán y la de mayor tamaño de Yerba Buena.
Esta vía vehicular fue obra del Arquitecto Máximo Cossío, quien propuso que la avenida no siga un derrotero recto sino curvo. Además, la avenida Perón posee un puente, rotondas distribuidoras del tránsito e iluminación led en toda su extensión.
El proyecto se completó totalmente en 2002 y contaba con una rotonda en la intersección con las avenidas Camino del Perú y Belgrano. Esta rotonda fue blanco de siniestros viales y constantes embotellamientos, por ello en 2016 se instaló un complejo semaforizado en el cruce y en octubre de 2022 se procedió con su remoción y reemplazo con un complejo vial.
Estos trabajos fueron inaugurados el 23 de marzo de 2023 por el intendente de la capital Germán Alfaro, el intendente de Yerba Buena Mariano Campero y el diputado Roberto Sánchez.

## Sitios de interés
A lo largo de esta avenida se desarrollan varios lugares de interés y emblemáticos:
- Centro Comercial Gómez Pardo.
- Escuela Secundaria Yerba Buena y Primaria Salobreña.
- Escuela Municipal Petrona de Aldami.
- Campus Universidad del Norte Santo Tomás de Aquino.
- Barrio Privado Los Olivos.
- Terrazas Park.
- Complejo Residencial Buena Vista.
- Anexo Colegio Santa Rosa.